# Janno Gibbs
Janno Ronaldo Gibbs (16 de septiembre de 1969, Manila), es un cantante, compositor y actor comediante filipino. Es hijo del comediante dramático, Ronaldo Valdez. La "King of Soul" of Philippine music, él lo ha interpretado de forma regular en la cadena televisiva GMA Network's, además la presentación de sus shows como SOP Rules , Nuts Entertainment, Eat Bulaga y Kakasa Ka Ba Sa Grade 5?. Además todos, sus programas han sido de carácter entretenido, para hacer gozar a más personas, aunque también a interperedado a uno de sus personajes como Codename: Asero. Además en su programa ha tenido invitados especiales como Carlos Loyzaga, un deportista filipino y las cantantes y actrices Manilyn Reynes y Regine Velásquez.

## Controversias
En la cadena GMA conoció a la actriz, cantante y comediante Gladys Guevarra, con quien más adelante mantuvo un noviasgo. Los escándalos que se desataron en dicha cadena televisiva, fue cuando Janno había terminado su relación amorosa con Gladys que mantenía y que hasta la fecha no se supo nada de lo sucedido. Solo se supo que Gladys, después de terminar con Janno ahora ella se encuentra comprometida con su nuevo novio llamado Fil-Soy Philip Pedero.

## Discografía
partial list
- Viva Silver Series: Janno
- Seven
- Bing and Me!
- Little Boy Repackaged

Napakahusay mong umawit..
keep it up.
- Darwin Jan Dela Cruz Castillo

## TV shows
- Small Brothers (GMA Network)
- That's Entertainment (GMA Network)
- Saturday Entertainment (GMA Network)
- Lovingly Yours, Helen (GMA Network)
- Manoy & Mokong (GMA Network)
- Ober Da Bakod (GMA Network)
- Gillage People (GMA Network)
- Beh! Bote Nga! (GMA Network)
- Young Love, Sweet Love (RPN)
- P.O.P.S. (ABC)
- Dobol Inkredibol (ABC)
- GMA Telecine Specials (GMA Network)
- Magpakailanman: The Ricky Reyes Story (GMA Network)
- Nuts Entertainment (GMA Network)
- Lupin (GMA Network)
- S.O.P. (GMA Network)
- Eat Bulaga (GMA Network)
- Eat Bulaga's Holy Week Special (GMA Network)
- Kakasa Ka Ba Sa Grade 5? (GMA Network)
- Codename: Asero (GMA Network)
- Kakasa Ka Ba Sa Grade 5? (Season 2) (GMA Network)
- Party Pilipinas (GMA Network)
- ASAP Natin To (ABS-CBN)
- Happy Time (Net 25)